# Klasse 212 A
Die in Deutschland entwickelten U-Boote der Klasse 212 A, auch U-31-Klasse, sind die modernsten U-Boote der Deutschen Marine und der italienischen Marina Militare. Sie sind weltweit die ersten außenluftunabhängigen Boote, deren Antriebsanlage für Tauchfahrten auf Brennstoffzellen basiert. Aufgrund dieser Antriebsanlage gelten die U-Boote gemeinsam mit jenen der Exportklasse 214 als die leisesten der Welt. Die 6 Boote der Klasse sind die einzigen U-Boote der Deutschen Marine, seit die letzten U-Boote der Klasse 206 A im März 2011 außer Dienst gestellt wurden.

## Geschichte

### Deutschland

#### Planung und Bau

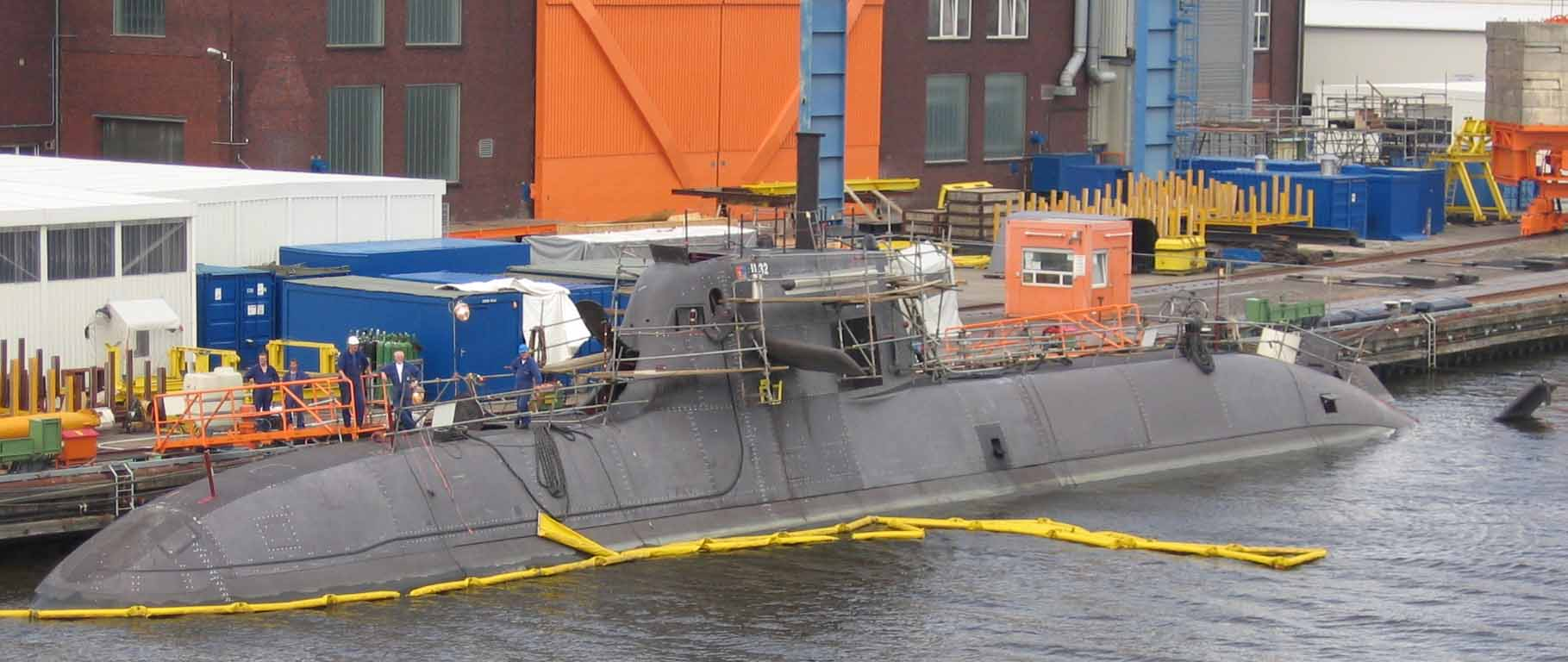
U 32 am Ausrüstungskai

Die taktisch-operative Forderung nach außenluftunabhängigen Booten war bereits bei der Kriegsmarine gegeben, scheiterte jedoch in der Umsetzung an technischen Problemen. Nach dem Zweiten Weltkrieg setzte sich als technische Lösung in einigen Marinen der Nuklearantrieb durch. Deutschland war bis 1980 durch das Protokoll Nr. III über die Rüstungskontrolle der WEU-Verträge im Bereich der Kriegsschiffentwicklung beschränkt.
Die Klasse 212 wurde von einer Arbeitsgemeinschaft (ARGE U 212) der deutschen Unternehmen Howaldtswerke-Deutsche Werft Kiel (HDW) und Nordseewerke Emden (NSWE) entwickelt. Versuche zum außenluftunabhängigen Antrieb mit Brennstoffzellen unternahm ein Konsortium von HDW, Ferrostaal und IKL bereits Anfang der 1980er-Jahre; eine erste HDW-Landtestanlage mit 104 kW entstand 1983 in Kiel. 1986 wurde eine Versuchsanlage gleicher Leistung an Bord von U 1 eingebaut und ab 1988 erprobt.
Im selben Jahr verpflichtete sich die Deutsche Marine im Rahmen einer Kooperation mit Norwegen, auf ihrer neuen U-Boot-Klasse 211 ein norwegisches integriertes Computer-Führungssystem einzubauen. Im Frühjahr 1987 wurde diese Klasse gestrichen, weshalb die Planungen für die Nachfolgeklasse 212 vorgezogen wurden, für die dann im Dezember 1987 die taktischen Anforderungen feststanden. Bereits für die Klasse 211 entwickelte Komponenten und der Vertrag mit Norwegen wurden für die neue Klasse übernommen. Die militärisch-wirtschaftlich-technische Forderung (MWTF) stand im Mai 1994 fest, und der Bauvertrag über vier Boote der Klasse 212 wurde am 6. Juli 1994 zwischen dem Bundesamt für Wehrtechnik und Beschaffung und der ARGE U 212 unterzeichnet. Nachdem sich 1996 Italien dem Programm angeschlossen hatte, wurde der Entwurf für die italienischen Anforderungen überarbeitet und die Klasse in 212 A umbenannt. Ein Boot der Klasse 212 (ohne A) hat es somit nie gegeben. Die Änderungen am Entwurf betreffen vor allem die größere Tauchtiefe der Boote.
Bei der Entwicklung der Klasse 212 A ergaben sich Synergieeffekte mit der seit 1986 laufenden Entwicklung von U-Booten der Dolphin-Klasse, die für die israelische Marine vorgesehen waren. So konnten nicht nur die Werften bis zum Bau der Klasse 212 A ausgelastet, sondern auch einzelne Komponenten für die zukünftige Klasse getestet werden. Ebenso entstanden Synergieeffekte für die deutsche Fahrzeugindustrie, die große Hoffnung auf die Brennstoffzelle setzte (→Brennstoffzellenfahrzeug).
Der Fertigungsbeginn für das Typboot startete am 1. Juli 1998 mit dem Einschalten der Spantenschweißmaschine durch den Bundesminister der Verteidigung, Volker Rühe. U 31 wurde am 20. März 2002 getauft und nach umfangreichen Hafentests begann am 7. April 2003 die erste Phase der Flachwassererprobung in der westlichen Ostsee. Ab Ende Juli 2003 schloss sich die Tiefwassererprobung an. Diese wurde hauptsächlich im Skagerrak durchgeführt und umfasste die Akustik, Sonar und Feuerleitanlage.
Im März 2004 begann die Erprobung bei der Deutschen Marine. U 31 bildet mit drei weiteren Booten der Klasse (U 32, U 33 und U 34) das erste Baulos. Die Entwicklung der Klasse kostete Deutschland etwa 150 Mio. Euro, der Bau der vier Boote für die Deutsche Marine jeweils gut 400 Mio. Euro.
Um die magnetischen Signaturen der neuen, größeren Boote vermessen und so deren erschwertes magnetisches Ansprechverhalten auf magnetische Seeminen sichern zu können, entstand von 2001 bis November 2005 in der Borgstedter Enge für etwa 40,6 Mio. Euro ein neuer Erdmagnetfeldsimulator.
Am 25. April 2006 stellte U 32 mit zwei Wochen ununterbrochener Tauchfahrt ohne Schnorcheln einen neuen Rekord für nichtnuklear angetriebene U-Boote auf. Dies geschah während einer Verlegung von Eckernförde nach Rota in Spanien.
Am 25. Juni 2025 genehmigte der Haushaltsausschuss des Deutschen Bundestages 1 Mrd. Euro für die Modernisierung der U-Boote insbesondere des 1. Bauloses.  Es sollen  Navigationseinrichtungen, Führungswaffeneinsatzsystem und Sonaranlage sowie elektronische Unterstützungssysteme modernisiert werden. Die Umrüstungen finden während den planmäßigen Werftzeiten statt.

#### Zweites Baulos
Am 22. September 2006 wurde durch das Bundesamt für Wehrtechnik und Beschaffung ein weiteres Los, bestehend aus zwei Booten der Klasse 212 A, bestellt, deren Auslieferung für 2012 bzw. 2013 geplant war.
Ursprünglich sollte das zweite Los ebenfalls aus vier Booten bestehen. Perspektivisch benötigt die Deutsche Marine zwölf Boote der Klasse, um ihre bisherigen Einsatzaufgaben zu erfüllen und die 2011 außer Dienst gestellten Vorgängerboote abzulösen. Die Boote des zweiten Bauloses haben einen Stückpreis von rund 500 Mio. Euro. Mit dem im Zuge der Neuausrichtung der Bundeswehr im Oktober 2011 beschlossenen Rüstungskonzept wurde bestätigt, dass es keine weiteren Neuanschaffungen geben wird.

Am 3. Februar 2017 wurde eine Kooperation mit Norwegen bekanntgegeben. Danach beschaffen beide Länder zusammen sechs auf der Klasse 212 A basierende U-Boote, wovon zwei für die Deutsche Marine vorgesehen sind.

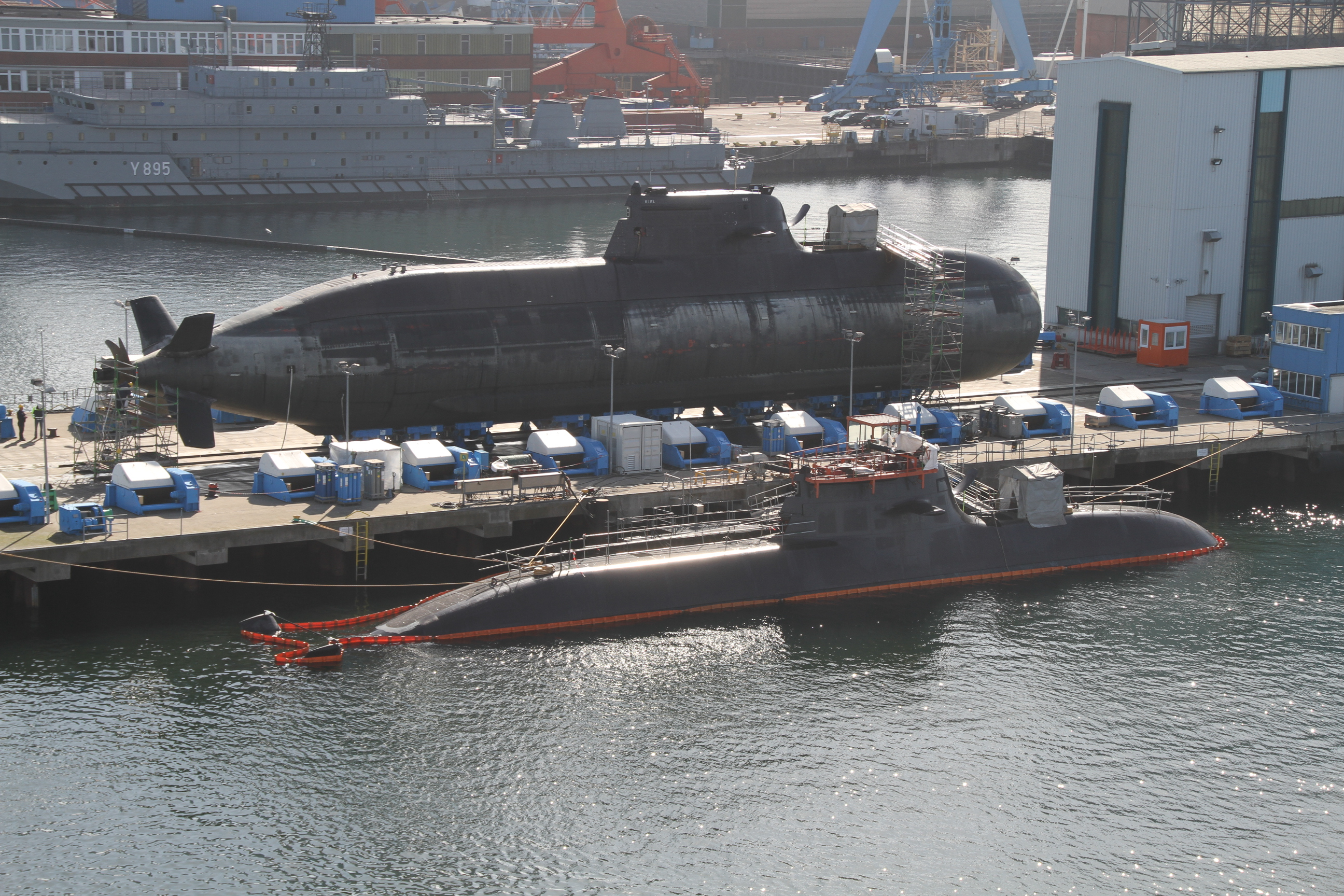
Das etwas längere U 35 mit der massigeren Turmverkleidung des zweiten Bauloses an Land neben dem Ursprungsentwurf U 33 im Wasser

Das zweite Baulos für die Deutsche Marine weist keine tiefgreifenden schiffbaulichen Änderungen gegenüber den ersten vier Booten auf, allerdings erhielten diese Boote Modifikationen. Erweitert wurden die Fähigkeiten zum weltweiten Operieren, zum Einsatz von Spezialeinheiten und zur verdeckten Aufklärung. Hierzu wurde ein neues Indra-Satellitenkommunikationssystem (X-Band) mit einer Leistung von 128 kB/s zur Sprach- oder Datenübertragung in Periskoptiefe integriert. Die Computersysteme wurden verbessert, anstelle des Kongsberg-MSI-90U-Einsatzführungssystems kommt Atlas Elektroniks integriertes Sensor-Unterwassersystem zum Einsatz. Das Sonar wurde überarbeitet (Ersatz der Flankenbasis- durch eine Flächenantenne), eines der Sehrohre wurde durch einen OMS-100-Optronikmast von Carl Zeiss mit einem SERO-400-Periskop ersetzt, eine Vier-Mann-Schleuse für Kampfschwimmer wurde eingebaut und die Klimaanlage ist tropenfähig ausgelegt. Die Entwicklung der Antennenboje Callisto, die zur Verbesserung der Kommunikationsfähigkeit dienen sollte, wurde wegen andauernden Verzögerungen als veraltet angesehen und gestoppt.
Da die Boote, welche zusammen mit Norwegen beschafft werden, wesentlich größer als die Boote der Klasse 212 A sein sollen, werden diese nicht als drittes Baulos der Klasse 212 A, sondern als eigene Klasse 212 CD bezeichnet.

### Italien
Nachdem Italien 1996 in das bis dahin ausschließlich deutsche Projekt eingestiegen war, wurde für die italienische Marine ein Baulos von zwei Booten der Klasse 212 A realisiert. Die ausführende Werft war Fincantieri in La Spezia, die Brennstoffzellenanlage kam direkt von HDW. Die beiden Boote heißen Salvatore Todaro und Scirè und unterscheiden sich geringfügig von den deutschen Booten durch die Berücksichtigung italienischer Zulieferer, zum Beispiel bei den Ausfahrgeräten und dem Steuerstand. Die Boote wurden in Italien als Salvatore-Todaro-Klasse 2006 und 2008 in Dienst gestellt. Die große Tauchtiefe der Klasse 212 A geht auf italienische Forderungen in der Entwicklungsphase zurück.
Eine Option auf zwei weitere Boote bestand, welche die italienische Marine bauen ließ. Die Auslieferung sollte 2016 abgeschlossen sein, die zweite Einheit wurde allerdings bis zum 5. Februar 2017 noch nicht in Dienst gestellt. Die Modifikationen für das zweite Los der Deutschen Marine, die vor allem die Fähigkeiten für internationale Einsätze verbessern sollen, erhielten die italienischen Boote nicht. Technisch stimmen die Boote des zweiten italienischen Bauloses mit den Booten des ersten Bauloses beider Länder nahezu überein.
Das dritte Los über vier Boote des verbesserten Typs NFS (Near Future Submarine) wurde in drei Schritten zwischen Februar 2021 und Juni 2024 über die OCCAR bestellt. Ein Teil der Ausrüstung dieser Version wird durch die heimische Industrie beigesteuert. Hierzu gehört insbesondere das Einsatzführungssystem der Firma Leonardo S.p.A. Mit dem Zulauf der vier neuen NFS-Einheiten werden die vier noch in Dienst befindlichen U-Boote der Sauro-Klasse außer Dienst genommen.
Die vier Boote der Klasse 212 A sollen in den kommenden Jahren modernisiert und dabei so weit wie möglich auf den Standard NFS gebracht werden. Darüber hinaus sind zwei weitere Boote mit der Bezeichnung 212 NFS EVO geplant, womit der Gesamtbestand von acht auf zehn U-Boote steigen würde.

### Norwegen
Am 3. Februar 2017 wurde eine Kooperation zwischen Deutschland und Norwegen bekanntgegeben. Diese sieht die gemeinsame Beschaffung von sechs auf der Klasse 212 A basierenden U-Booten des Typs 212 CD durch Norwegen und Deutschland vor, wovon vier Boote für Norwegen bestimmt sind und dort die älteren Boote der Ula-Klasse ersetzen sollen. Die Boote werden allerdings Modifikationen gegenüber den anderen Booten der Klasse aufweisen. Kooperiert werden soll darüber hinaus bei der Ausbildung, der Wartung und der Beschaffung von Ersatzteilen. Zu diesem Zweck wurde im Oktober 2017 ein Gemeinschaftsunternehmen der Firmen Thyssenkrupp, ihrer Tochtergesellschaft Atlas Elektronik und Kongsberg gegründet, an dem die beiden Firmen ThyssenKrupp und Kongsberg zu jeweils 50 % beteiligt sind. Der Name des Unternehmens lautet kta naval systems. Ziel ist die gemeinsame Entwicklung von U-Booten der Klasse 212 CD, wobei CD für Common Design (gemeinsamer Entwurf) steht. Die Boote sollen Raketenbewaffnung erhalten. Die vier norwegischen Boote werden etwa 4,4 Milliarden Euro kosten.
Im März 2021 einigte sich ThyssenKrupp Marine Systems schließlich mit den Beschaffungsbehörden von Deutschland und Norwegen auf die Rahmenbedingungen zum Kauf der sechs U-Boote. Der Zulauf des ersten U-Bootes für die norwegische Marine ist für 2029 geplant und der Zulauf der beiden Boote für die Deutsche Marine ist für 2031 und 2034 vorgesehen. Der Haushaltsausschuss des Deutschen Bundestags hat das Projekt am 23. Juni 2021 genehmigt.

## Technik

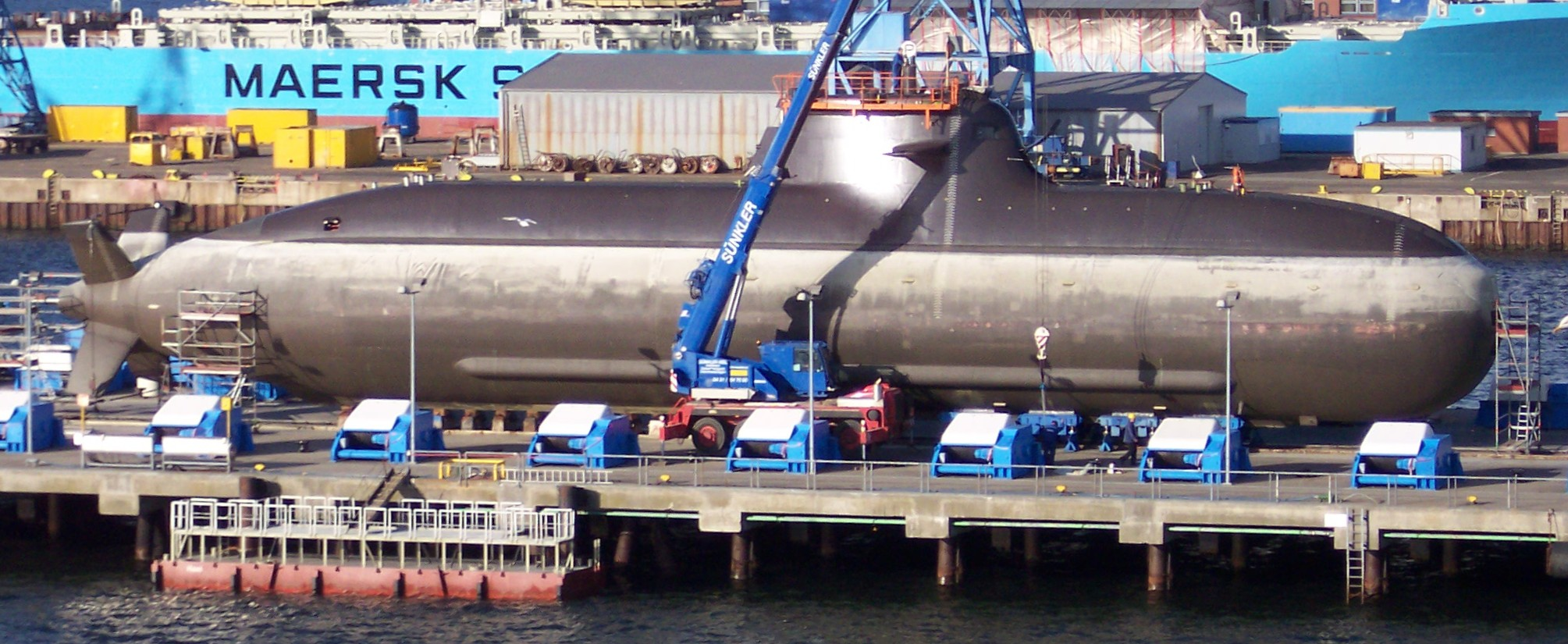
Rumpf eines U-Bootes des ersten Bauloses der Klasse 212 A

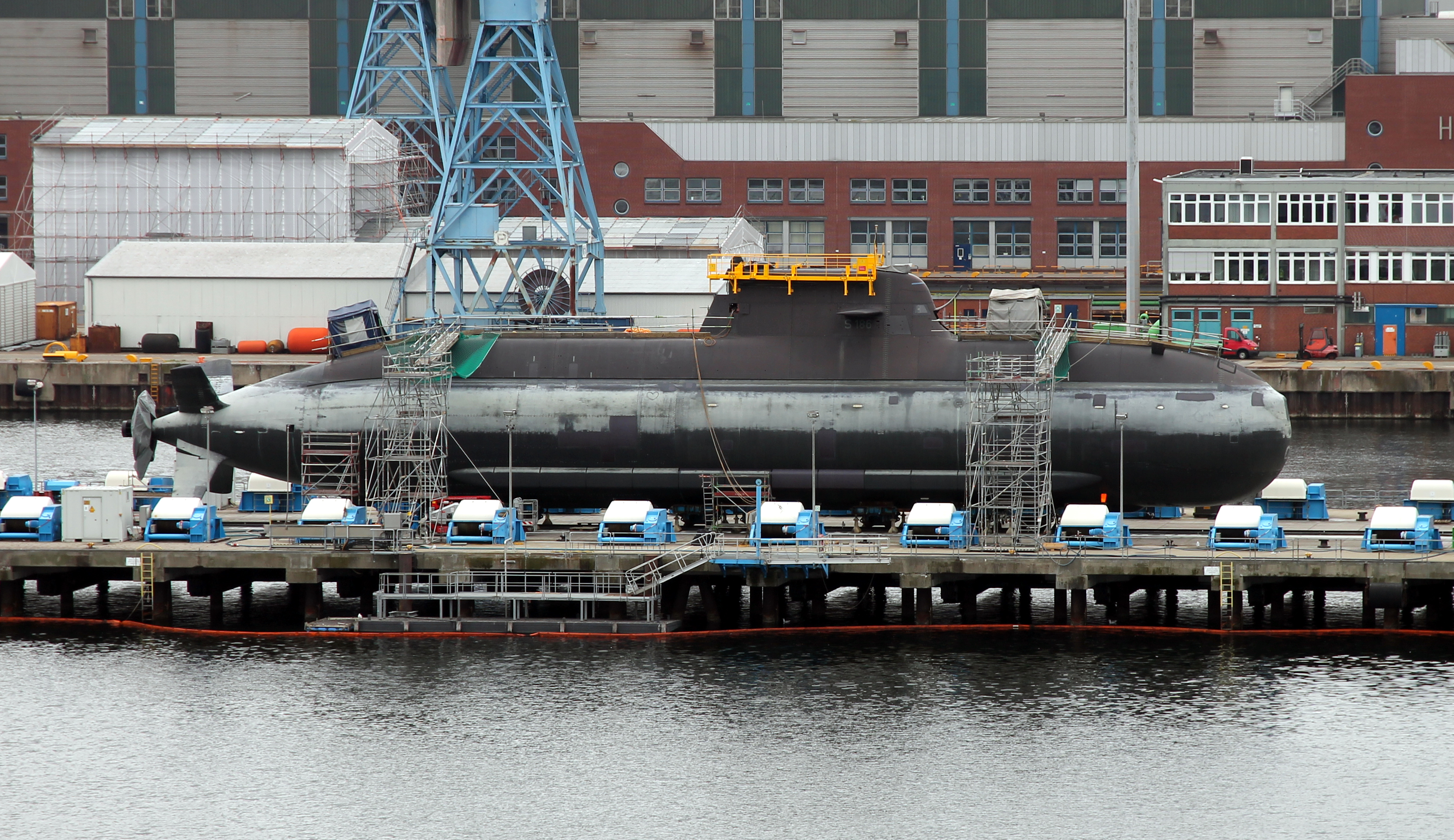
Rumpf von U 36 des zweiten Bauloses der Klasse 212 A

Das Gesamtkonzept der Klasse führt die Charakteristika der deutschen Nachkriegs-U-Boote der Klasse 206 mit denen der – zwischenzeitlich gebauten – größeren Export-U-Boote deutscher Werften zusammen.
Bestimmend sind vor allem Elemente des Nordseewerke-Typs TR 1700. Wie dieser ist das Schiff erheblich größer als frühere deutsche Boote und erlaubt zwei Decks im vorderen Bereich. Die Zentrale des Bootes ist so im Einsatz frei von störendem „Durchgangsverkehr“. Der Komfort für die Besatzung wurde durch das größere Raumangebot ebenfalls gesteigert; so gibt es zum ersten Mal zwei Nasszellen (jeweils mit Waschbecken, Dusche und WC), Geschirrspülmaschine, Mikrowellenofen und ein Multifunktions-Sportgerät. Wie auch in allen davor gebauten Booten der deutschen Marine teilen sich die meisten Besatzungsmitglieder eine Koje.
Das im Kalten Krieg für alle U-Boote der Bundesmarine bestimmende Kriterium, schon in 17 m Wassertiefe getaucht fahren zu können, um die flachste Stelle der Kadetrinne zu passieren, hält auch die Klasse 212 A ein. Verglichen mit denen anderer Marinen sind die Boote weiterhin relativ klein.
Entwicklung und Bau der Klasse wurden durch ein ständig mitlaufendes „Akustikmanagement“ auf möglichst geringe Geräuschemissionen ausgerichtet. Wie bei anderen konventionell angetriebenen Booten auch, entfallen bei Booten mit Brennstoffzellenantrieb im Gegensatz zu Atom-U-Booten Wärmeabstrahlung und Pumpengeräusche, was bei Schleichfahrt eine passive Ortung erschwert.

### Rumpf
Der Rumpf ist stromlinienförmig mit zylindrischem Mittelschiff und damit auf hohe Unterwassergeschwindigkeit ausgelegt. Der Turm erinnert in seiner organischen Form eher an sowjetische als andere westliche Entwürfe. Die vorderen Tiefenruder sind am Turm montiert. Dies reduziert die Strömungsgeräusche am Rumpf, was die Sonarbedingungen verbessert. Die achteren Ruder sind diagonal (als X-Ruder) ausgelegt; dies hat eine Reihe von Vorteilen, so insgesamt geringeren Wasserwiderstand, geringere Mindestwassertiefe bei Tauchfahrt und ein geringeres Risiko von Ruderschäden in Grundnähe.
Der Typ verfügt, wie schon die ältere Klasse 206, über eine Außenhülle aus nichtmagnetisierbarem Stahl. Damit ist es schwieriger, das U-Boot mit elektromagnetischen Detektoren aufzuspüren, und es wird damit auch eine größere Sicherheit in verminten Seegebieten erreicht. Um die Ortbarkeit zusätzlich zu erschweren, ist das Boot mit einem speziellen Kunststoff beplankt.

### Antrieb
Neben der konventionellen Anlage aus Blei-Säure-Akkumulator (EnerSys-Doppeletagenzellen aus dem Werk von EnerSys-Hawker in Hagen) und einem Dieselgenerator (Motor: MTU 16V396, Generator: Piller, 1050 kW) ist eine HDW-Brennstoffzellenanlage eingebaut, die von der Außenluft unabhängig Strom liefern kann. Die neun wassergekühlten Polymer-Elektrolyt-Membran-Brennstoffzellenmodule werden von Siemens hergestellt und leisten zusammen 306 kW. Sie werden mit flüssigem Sauerstoff aus Drucktanks und Wasserstoff aus Metallhydridspeichern gespeist; als einziges Abfallprodukt fällt chemisch reines Wasser an, das als Brauchwasser genutzt wird. Sowohl die zwei zylindrischen Sauerstofftanks als auch die röhrenförmigen Wasserstoffspeicher befinden sich außerhalb des Druckkörpers. Um den flüssigen Sauerstoff zu verdampfen und den Wasserstoff aus den Metallhydriden auszutreiben, wird das Kühlwasser der Brennstoffzellen genutzt.
Der Dieselgenerator ist in doppelter Entkoppelung auf einem „schwimmenden Deck“ gelagert, um möglichst wenig Schall an den Rumpf und darüber an das Umgebungswasser abzugeben. Die Antriebsanlage erlaubt das Fahren mittels der Bleiakkumulatoren oder (aufgetaucht oder in Schnorchelfahrt) nur mit dem Dieselgenerator. Die Brennstoffzelle wirkt stets nur auf die Batterien. Zukünftig soll die Klasse 212 A ein speziell für U-Boote entwickeltes und neuartiges Lithium-Ionen-Batteriesystem erhalten. Lithium-Batterien lassen sich schneller aufladen und sind auch leistungsfähiger.
Angetrieben wird das Boot in jedem Fahrmodus über einen direkt auf die Propellerwelle montierten, in Berlin hergestellten Siemens-Synchronmotor 1FR6134 mit Permanentmagneterregung („Permasyn“), der im Vergleich zu konventionellen U-Boot-Gleichstrommaschinen kompakter und leichter ausfällt. Der neuartige Motor wird durch Frequenzumrichter angesteuert, die zur Platzersparnis in Form keilförmiger Module im Innern des glockenförmigen Motorläufers angeordnet sind. Er kann zudem stufenlos ohne Schaltgeräusche und Spannungsspitzen durch alle Drehzahlbereiche geregelt werden, produziert geringe elektromagnetische Abstrahlungen und wenig Abwärme. Eine aktive Geräuschunterdrückung verringert niederfrequenten Schall. Da der Motor im niedrigen Drehzahlbereich mehr Drehmoment abgibt als konventionelle Maschinen, erlaubt er es, einen besonders großen und effizienten Propeller zu verwenden. Der siebenflügelige Sichelpropeller soll besonders geringe Fahrgeräusche verursachen. Wie bei aktuellen Propellerentwürfen für U-Boote üblich wird seine Form geheim gehalten; auf Fotos ist der Propeller entweder abgedeckt oder es wurde ein Ersatzpropeller montiert.

### Bewaffnung
Die Hauptwaffe des Bootes sind Torpedos vom Standardkaliber 533 mm. Diese werden aus sechs Torpedorohren geschossen, wobei im Gegensatz zu früheren Booten keine Ablaufrohre, sondern Ausstoßrohre zum Einsatz kommen. Der Torpedo wird also nicht schon im Rohr gestartet, sondern mit Druckwasser aus dem Rohr ausgestoßen und läuft erst kurze Zeit später an. Dies verhindert die Ortung des Bootes beim Abschuss der Waffe. Die Torpedorohre sind, was ungewöhnlich ist, aus Platzgründen asymmetrisch angeordnet; vier Rohre befinden sich versetzt backbords, zwei Rohre steuerbords der Mittellinie.
Insgesamt können 13 Schwergewichtstorpedos vom Typ DM2A4 Seehecht mitgeführt werden. Der Torpedo wird nach dem Schuss über einen Lichtwellenleiter (Glasfaser) gelenkt und von Silber-Zink-Batterien über einen Elektromotor angetrieben. Alternativ können bis zu 24 Rohrminen mitgeführt werden; je zwei Minen ersetzen einen Torpedo. Damit ist die Klasse 212 die erste deutsche Nachkriegsklasse, deren Rohre nach NATO-Kriterien zweitschussfähig sind.
Als Torpedogegenmaßnahme ist das Täuschkörperausstoßsystem TAU 2000 (Torpedoabwehr Uboote) installiert. Die vier Ausstoßcontainer mit je zehn Täuschkörpern befinden sich vor dem Turm im freiflutenden Oberschiff, also außerhalb des Druckkörpers. Bei den Booten des Loses 1 ist dieses System noch nicht eingebaut, es wurde beim Los 2 realisiert.
Für die Zukunft soll der Einsatz des Waffensystems IDAS möglich sein. Dieser lichtwellenleitergelenkte leichte Lenkflugkörper kann getaucht ausgestoßen werden und von der Wasseroberfläche aus Luftziele wie ASW-Hubschrauber oder auch Land- und Seeziele angreifen. Am 29. Mai 2008 wurde erstmals ein Lenkflugkörper IDAS von einem U-Boot der Klasse 212A gestartet.
Die italienischen U-Boote verwenden den Torpedo A 184 als Hauptbewaffnung.

### Elektronik
Als Hauptsensoren sind mehrere Sonaranlagen eingebaut (Zylinderbasis, Flankenbasis, Schleppsonar, passives Entfernungsmesssonar, Abfangsonar für feindliche Sonarsignale, Navigationssonar). Der Komplex wird vom Hersteller Atlas Elektronik als CSU 90 bezeichnet, von der Bundeswehr als DBQS-40FTC. Als optische Systeme sind Sehrohre von Cassidian Optronics (ehemals Carl Zeiss Optronics) installiert; das Beobachtungssehrohr SERO 14 ist mit einer Wärmebildkamera, GPS-Antenne und Antenne für elektronische Unterstützungsmaßnahmen, das Angriffssehrohr SERO 15 mit einem Laser-Entfernungsmesser, beide mit optischen Entfernungsmessern ausgestattet. Die optische Ausrüstung ist anders als bei den Vorgängerbooten dazu geeignet, auch nächtliche Aufklärung von Landzielen durchzuführen. Alle Sensoren und Waffensysteme des Bootes sind durch ein integriertes Computersystem des Typs MSI-90U Mk1+ des norwegischen Herstellers Kongsberg verknüpft. Im Sprachgebrauch der Bundeswehr heißt dieses FüWES (Führungs- und Waffeneinsatzsystem). Es wird über 20 Farbbildschirme bedient. Die Boote des zweiten Loses erhalten ein System von Atlas Elektronik (siehe Abschnitt zu Modifikationen).

## Probleme
Im Januar 2015 enthüllte Der Spiegel Einzelheiten eines als Verschlusssache eingestuften Berichts der Marine über die U-Boot-Klasse 212 A. Im Januar 2015 waren nur U 31 und U 33 einsatzbereit, während U 32 und U 34 in der Werft lagen. U 35 und U 36 waren immer noch nicht in Dienst gestellt. Bei U 35 und U 36 gab es massive Probleme mit der Wellenanlage, der Fahrbatterie, dem Radar und der Funkboje Callisto, die jeweils nicht einsatzfähig waren. Der Marinebericht vermerkt auch, dass die Abzugshaube am Herd zu klein sei und sich deshalb beim Würstchenbraten beißender Qualm in der Kombüse ausbreite. Die Probleme waren im Januar 2015 nach Angabe des Verteidigungsministerium größtenteils behoben.
Nach einem Unfall am 22. Oktober 2017 in Norwegen, bei dem das X-Ruder von U 35 beschädigt worden war, war keines der sechs Boote mehr einsatzfähig. Bereits im Juli 2017 wurde das U 32 von einer Ausbildungsfahrt nach Norwegen vorzeitig nach Kiel zurückgeholt, da an Bord ein Schaden an den Batterien aufgetreten war. Bei ThyssenKrupp Marine Systems in Kiel lagen vier der sechs deutschen U-Boote, darunter das seit 2014 ausgefallene Boot U 31. Es fehlen Ersatzteile, Reservebestände sind nicht vorhanden. Ab November 2018 waren zumindest drei der sechs deutschen U-Boote wieder operativ verfügbar. Bei der Beschaffung der Boote war auf das sonst übliche Ersatzteilpaket verzichtet worden, womit die Kosten je Boot unmittelbar um etwa 250 bis 300 Millionen Euro gesenkt wurden.
Im April und Mai 2018 wurden U 31 und U 36 nach umfangreichen Reparaturen wieder in den normalen Dienstbetrieb übernommen. Diese sollen vorerst jedoch nicht auf Einsatzfahrten eingesetzt werden, sondern vordringlich der Personalschulung dienen.

## Einheiten

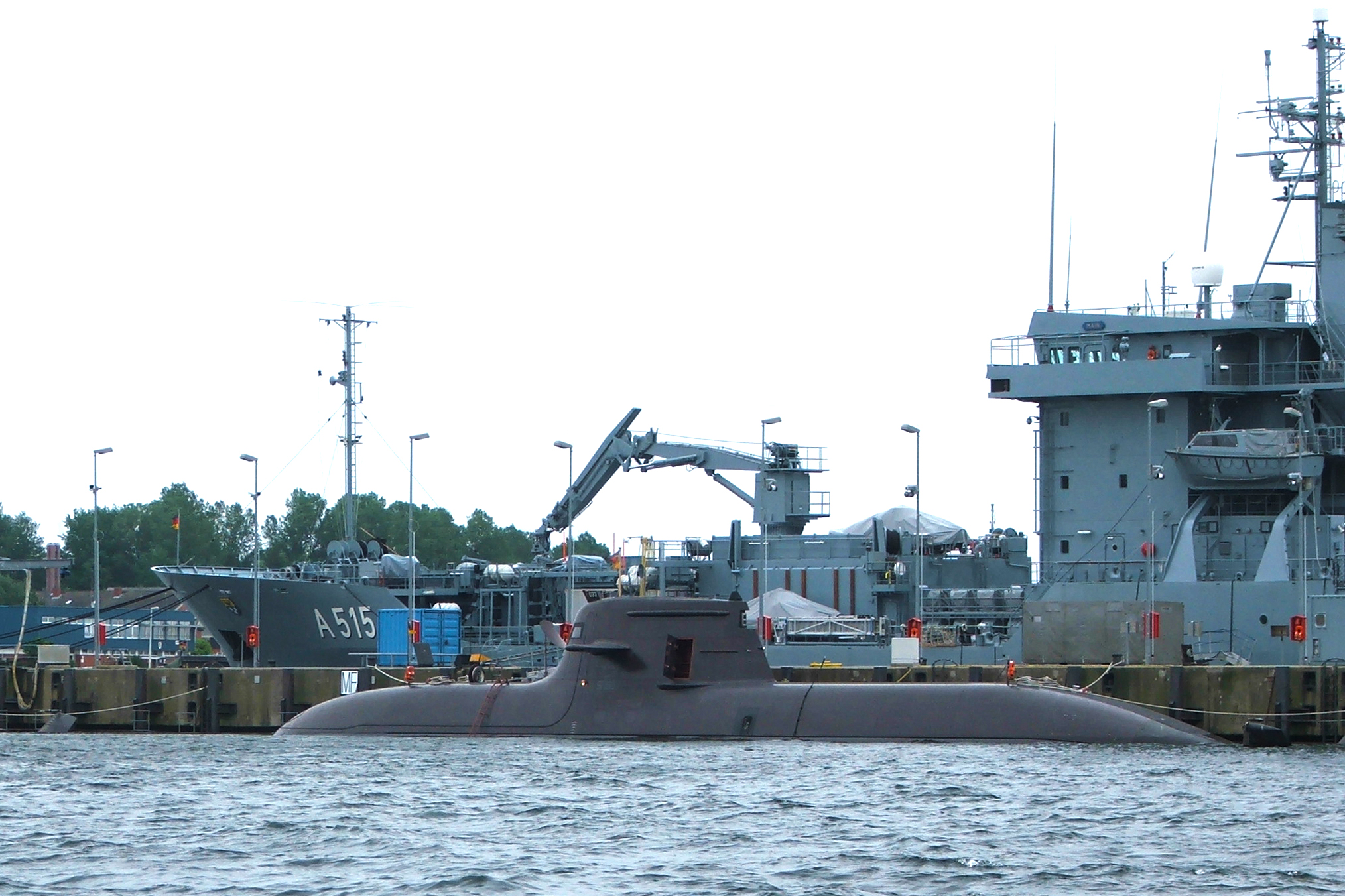
Typ 212 A des 1. U-Boot-Geschwaders im Kranzfelder-Hafen, Eckernförde

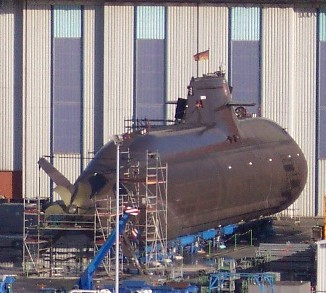
Typ 212 A

Deutschland
Die Boote der Klasse 212 A der Deutschen Marine wurden in zwei Losen zu vier bzw. zwei Exemplaren beschafft.
| Kennung | Name | Baulos | Kiellegung     | Stapellauf    | Indienststellung | Einheit                           | Verbleib |
| ------- | ---- | ------ | -------------- | ------------- | ---------------- | --------------------------------- | -------- |
| S181    | U 31 | 1.     | 01. Juli 1998  | 20. März 2002 | 19. Okt. 2005    | 1. Ubootgeschwader in Eckernförde | aktiv    |
| S182    | U 32 | 1.     | 11. Juli 2000  | 4. Dez. 2003  | 19. Okt. 2005    | 1. Ubootgeschwader in Eckernförde | aktiv    |
| S183    | U 33 | 1.     | 30. April 2001 | 13. Sep. 2004 | 13. Juni 2006    | 1. Ubootgeschwader in Eckernförde | aktiv    |
| S184    | U 34 | 1.     | 17. Dez. 2001  | Mai 2005      | 03. Mai 2007     | 1. Ubootgeschwader in Eckernförde | aktiv    |
| S185    | U 35 | 2.     | 21. Aug. 2007  | 15. Nov. 2011 | 23. März 2015    | 1. Ubootgeschwader in Eckernförde | aktiv    |
| S186    | U 36 | 2.     | 19. Aug. 2008  | 06. Feb. 2013 | 10. Okt. 2016    | 1. Ubootgeschwader in Eckernförde | aktiv    |

Ein drittes Los mit zwei Booten einer verbesserten Version ist geplant.
 Italien
Die Boote der Klasse 212 A der Marina Militare wurden bisher in drei Losen zu je zwei Exemplaren beschafft. Ein viertes Los ist geplant.
| Kennung | Name             | Baulos | Kiellegung    | Stapellauf    | Indienststellung | Einheit                           | Verbleib |
| ------- | ---------------- | ------ | ------------- | ------------- | ---------------- | --------------------------------- | -------- |
| S526    | Salvatore Todaro | 1.     | 03. Juli 1999 | 06. Nov. 2003 | 29. März 2006    | Kommando Unterseekräfte in Tarent | aktiv    |
| S527    | Sciré            | 1.     | 27. Juli 2000 | 18. Dez. 2004 | 19. Feb. 2007    | Kommando Unterseekräfte in Tarent | aktiv    |
| S528    | Pietro Venuti    | 2.     | 09. Dez. 2009 | 09. Okt. 2014 | 6. Juli 2016     | Kommando Unterseekräfte in Tarent | aktiv    |
| S529    | Romeo Romei      | 2.     |               | 04. Juli 2015 | 11. Mai 2017     | Kommando Unterseekräfte in Tarent | aktiv    |

Ab dem dritten Baulos wurden parallel zur deutsch-norwegischen Weiterentwicklung zur U-Boot-Klasse 212 CD diverse Neuerungen im Rahmen des Programms NFS, „Near Future Submarine“ eingeführt. Der Baubeginn des ersten NFS-Bootes erfolgte im Januar 2022
| Kennung | Name | Baulos | Kiellegung      | Stapellauf | Indienststellung        | Einheit | Verbleib |
| ------- | ---- | ------ | --------------- | ---------- | ----------------------- | ------- | -------- |
|         |      | 3.     | 11. Januar 2022 |            | (Dezember 2027 geplant) |         | im Bau   |
|         |      | 3.     | 6. Juni 2023    |            | (Januar 2029 geplant)   |         | im Bau   |
|         |      | 3.     |                 |            |                         |         | bestellt |
|         |      | 3.     |                 |            |                         |         | bestellt |

## Weitere Klassen

### Exportklasse 214
Die U-Boot-Klasse 214 ist ausschließlich für den Export bestimmt und geht auf die U-Boot-Klassen 209 und 212 A zurück. Es sind konventionelle Jagd-U-Boote mit außenluftunabhängigem Antriebssystem, die seit 2001 von HDW sowie von Werften in Südkorea, Griechenland und der Türkei gebaut werden.

### Klasse 216
Die Bauwerft HDW hat eigene Vorstellungen zu einer weiterentwickelten Variante unter der Bezeichnung Klasse 216 vorgestellt, die bei einer im Vergleich zur Klasse 212 knapp 40 Prozent größeren Bootslänge eine größere Reichweite und eine längere Einsatzdauer aufweisen soll. Die Verdrängung vergrößert sich dadurch auf 2000 bzw. getaucht 2200 Tonnen.
Die U-Boote haben 33 Personen Stammbesatzung. Statt der nicht mehr zeitgemäßen Bleiakkumulatoren der Vorgängerklassen werden hier Lithium-Ionen-Akkumulatoren eingesetzt. ThyssenKrupp Marine Systems bot bei einer Ausschreibung Australiens Boote dieser Klasse an, unterlag allerdings im Bieterwettkampf der französischen Staatswerft DCNS Group.

### Klasse 218 SG
Für die Marine von Singapur wurde auf Basis der Klasse 212 A die Klasse HDW 218 SG mit einem auf die Kundenwünsche zugeschnittenen Design weiterentwickelt, von der im Dezember 2013 auch zwei Boote bestellt worden sind. Die Boote verfügen über einen außenluftunabhängigen Antrieb und ein Führungs- und Waffenleitsystem, das die singapurische ST Electronics gemeinsam mit Atlas Elektronik entwickelt hat. Im Mai 2017 bestellte Singapur zwei weitere Boote der Klasse, die bis 2024[veraltet] gebaut werden sollten. Am  3. Juli 2024 wurde das zweite Invincible-U-Boot von TKMS übergeben und zum Transport nach Singapur auf das Spezialschiff Rolldock Star verladen.